# 산타 슬레이
산타 슬레이(Santa's Slay)는 미국에서 제작된 데이빗 스테이맨 감독의 2005년 코미디, 판타지, 공포 영화이다. 골드버그 등이 주연으로 출연하였고 새미 리 등이 제작에 참여하였다.

## 출연

### 주연
- 골드버그
- 더글러스 스미스

### 조연
- 에밀리 드 라빈
- 로버트 컬프
- 데이브 토마스
- 사울 루비넥
- 릭 애쉬

## 제작진
- 공동제작: 존 쳉
- 미술: 토드 체미아스키
- 의상: 메리 하이드-카
- 시각효과부문: 대니 김
- 배역: 카멘 코틱